# Мёд слаще крови
«Мёд слаще крови» — картина испанского художника Сальвадора Дали, написанная в 1941 году. Находится в Музее искусства в Санта-Барбаре, штат Калифорния.

## Информация о картине
Картина получила то же название, что и работа 1927 года, наделавшая тогда немало шума. Теперь это название сопутствует последнему скандалу, спровоцированному упорным стремлением Сальвадора Дали «сделаться классиком».